# Jacopo Capece Galeota
Jacopo (o Giacomo) Capece Galeota (Napoli, 1420 circa – Saint-Aubin-du-Cormier, luglio 1488) è stato un nobile e condottiero italiano, signore di Genouillac e La Roche-de-Glun.

## Biografia
Membro della famiglia Capece del ramo dei Galeota, nacque a Napoli intorno al 1420. Sin da giovane venne avviato alla carriera militare, prendendo così parte alla battaglia tra gli Angioini e gli Aragonesi, pretendenti al trono del Regno di Napoli. A partire dal 1442 abbandonò i primi per schierarsi con gli Aragonesi, servendo prima Alfonso V d'Aragona contro Renato d'Angiò-Valois e poi suo figlio Ferrante contro Giovanni d'Angiò-Valois, figlio di Renato. Mantenne tale condotta fino al 1460-1461, quando tornò tra le file angioine e ritrovò nell'esercito i condottieri Cola di Monforte, Giacomo Montagano ed Orso Orsini.
L'instabilità politica e i tumulti del suo tempo convinsero Jacopo a trasferirsi insieme al Monforte in Provenza. Qui, sotto Carlo il Temerario, nel 1466 fronteggiò a Montlhéry e a Parigi Luigi XI di Francia. Passato al soldo di Renato II di Lorena, si spostò con il Monforte in Spagna presso Gerona ed affrontò Ferdinando il Cattolico, venendo fatto prigioniero nel 1468. Liberato, tornò tra le file francesi e si scontrò a più riprese con gli Aragonesi presso Barcellona fino al 1474, anno in cui venne mandato dal Temerario a Pavia per assoldare nuovi uomini d'arme.
Rientrato in Francia, partecipò agli assedi di Neuss e Nancy e ad ulteriori conflitti. Ritrovatosi a combattere nel luglio del 1488 a Saint-Aubin-du-Cormier, venne gravemente ferito alla coscia da un tiro di colubrina e morì dopo alcuni giorni. Fu sepolto ad Angers nella cattedrale di San Maurizio.